# Xu Nannan
Xu Nannan (chinesisch 徐囡囡, Pinyin Xú Nánnán; * 16. November 1978 in Benxi, Liaoning) ist eine ehemalige chinesische Freestyle-Skierin. Sie war auf die Disziplin Aerials (Springen) spezialisiert. Xu gewann eine Silbermedaille im Rahmen von Asienspielen sowie 1998 als erste chinesische Athletin in einer Schneesportart eine olympische Silbermedaille. Im Weltcup gelangen ihr vier Siege.

## Biografie
Xu Nannan stammt aus der nordostchinesischen Provinz Liaoning und startete für den Shenyang Ski Club.
Im Alter von 17 Jahren nahm Xu an den Winter-Asienspielen 1996 in Harbin teil und gewann in ihrer Spezialdisziplin Aerials die Silbermedaille. Im folgenden Dezember gab sie in Tignes ihr Debüt im Freestyle-Skiing-Weltcup und erreichte als Neunte auf Anhieb ein Spitzenergebnis. Mit einem fünften Platz qualifizierte sie sich für die Weltmeisterschaften in izuna Kōgen, wo sie Rang neun belegte. Ende der Saison gelang ihr als Zweite in Altenmarkt-Zauchensee ihr erster Weltcup-Podestplatz. Im Februar 1998 feierte sie im Rahmen der Olympischen Spiele von Nagano den größten Erfolg ihrer Karriere: Mit Silber hinter Nikki Stone gewann sie als erste Chinesin eine olympische Skisportmedaille.
Nach einjähriger Wettkampfpause nahm sie im März 1999 an den Weltmeisterschaften in Hasliberg teil und belegte Rang acht. Zwei Jahre später verbesserte sie sich bei den Weltmeisterschaften in Whistler auf den siebenten Platz. Wenige Wochen später gelang ihr im finnischen Himos der erste von insgesamt vier Siegen im Weltcup, die Saison 2000/01 schloss sie als Dritte der Aerials-Disziplinenwertung ab. Nachdem Xu bei den Olympischen Spielen von Salt Lake City nicht über Rang zwölf hinausgekommen war, wurde sie bei den Weltmeisterschaften 2003 nur 18. Nach ihrem vierten Weltcupsieg im Dezember 2005 reiste sie als Mitfavoritin zu den Olympischen Spielen von Turin. Zur Halbzeit noch auf Medaillenkurs gelegen, fiel sie im Finaldurchgang auf Rang vier zurück und verpasste die Bronzemedaille um lediglich 0,16 Punkte.
Im Anschluss an das Großereignis beendete Xu ihre aktive Laufbahn im Leistungssport.

## Erfolge

### Olympische Spiele
- Nagano 1998: 2. Aerials
- Salt Like City 2002: 12. Aerials
- Turin 2006: 4. Aerials

### Weltmeisterschaften
- Nagano 1997: 9. Aerials
- Meiringen-Hasliberg 1999: 8. Aerials
- Whistler 2001: 7. Aerials
- Deer Valley 2003: 18. Aerials

### Weltcupwertungen
| Saison  | Gesamt | Gesamt | Aerials | Aerials |
| Saison  | Platz  | Punkte | Platz   | Punkte  |
| ------- | ------ | ------ | ------- | ------- |
| 1996/97 | 45.    | 57     | 17.     | 396     |
| 1997/98 | 44.    | 53     | 15.     | 316     |
| 1999/00 | 16.    | 71     | 9.      | 356     |
| 2000/01 | 5.     | 89     | 3.      | 444     |
| 2001/02 | 15.    | 72     | 6.      | 360     |
| 2002/03 | 13.    | 82     | 6.      | 492     |
| 2003/04 | 47.    | 18     | 14.     | 211     |
| 2005/06 | 31.    | 26     | 9.      | 283     |

### Weltcupsiege
Xu errang im Weltcup 11 Podestplätze, davon 4 Siege:
| Datum             | Ort          | Land       | Disziplin |
| ----------------- | ------------ | ---------- | --------- |
| 10. März 2001     | Himos        | Finnland   | Aerials   |
| 19. Januar 2003   | Lake Placid  | USA        | Aerials   |
| 6. September 2003 | Mount Buller | Australien | Aerials   |
| 18. Dezember 2005 | Changchun    | China      | Aerials   |

### Weitere Erfolge
- Silber bei den Winter-Asienspielen 1996 im Aerials